# Scotland (Geòrgia)
Scotland és una població dels Estats Units a l'estat de Geòrgia. Segons el cens del 2000 tenia 300 habitants.

## Demografia
Segons el cens del 2000, Scotland tenia 300 habitants, 111 habitatges, i 81 famílies. La densitat de població era de 82,7 habitants/km².
Dels 111 habitatges en un 35,1% hi vivien nens de menys de 18 anys, en un 55,9% hi vivien parelles casades, en un 12,6% dones solteres, i en un 27% no eren unitats familiars. En el 24,3% dels habitatges hi vivien persones soles el 6,3% de les quals corresponia a persones de 65 anys o més que vivien soles. El nombre mitjà de persones vivint en cada habitatge era de 2,7 i el nombre mitjà de persones que vivien en cada família era de 3,16.
Per edats la població es repartia de la següent manera: un 28,7% tenia menys de 18 anys, un 6% entre 18 i 24, un 29,7% entre 25 i 44, un 25,3% de 45 a 60 i un 10,3% 65 anys o més.
L'edat mediana era de 38 anys. Per cada 100 dones de 18 o més anys hi havia 96,3 homes.
La renda mediana per habitatge era de 30.313 $ i la renda mediana per família de 28.333 $. Els homes tenien una renda mediana de 26.667 $ mentre que les dones 20.714 $. La renda per capita de la població era de 12.418 $. Entorn del 18,8% de les famílies i el 26% de la població estaven per davall del llindar de pobresa.

## Poblacions més properes
El següent diagrama mostra les poblacions més properes.